# Ludvig Holberg
Ludvig Holberg (Bergen, 3 de dezembro de 1684 - Copenhague, 28 de janeiro de 1754). Escritor e erudito dinamarquês.

## Carreira
De 1702 a 1704, estudou teologia na Universidade de Copenhague. Em 1704, decide viajar e conhece a Holanda, a Inglaterra e depois a Alemanha, cuja vida literária lhe agradou muito menos que a inglesa.
Sua Introdução à história dos Estados da Europa, de 1711 - o primeiro ensaio dinamarquês de uma história universal - valeu-lhe reconhecimento acadêmico. Passou o inverno de 1715/16 em Roma e escreveu a respeito uma espístola latina. Em 1717 foi nomeado professor (de metafísica, depois de eloquência e finalmente de história) da Universidade de Copenhague. Iniciou-se também na poesia com o poema cômico Peder Paars (1719/20), no qual é sensível a influência de Cervantes.
Escreveu também comédias (cerca de trinta entre 1722 e 1726), inspiradas em Molière e na Comédia dell'Arte (entre estas, Jeppe de Bjerget, Erasmo Montanus e O atarefado).
São notáveis suas epístolas latinas de conteúdo autobiográfico e o romance fantástico Viagem subterrânea de Nicola Klim, de 1741.
Entre suas obras de tema histórico estão: A Dinamarca e a Noruega descritas, de 1729 e História do reino da Dinamarca (1732/35).

## Obras

### Comédias
O pôster de teatro mais antigo existente de uma das peças de Holberg, Mester Gert Westphaler, 1722
- Den Politiske Kandestøber, 1722 (Ing. The Political Tinker / The Pewterer turned Politician)
- Den vægelsindede, 1722 (Ing. The Waverer / The Weathercock)
- Jean de France eller Hans Frandsen, 1722 (Ing. Jean de France)
- Jeppe på bjerget eller den forvandlede Bonde, 1722 (Ing. Jeppe of the Hill, or The Transformed Peasant)
- Mester Gert Westphaler, 1722 (Ing. Gert Westphaler)
- Barselstuen, 1723 (Ing. The Lying-in Room)
- Den ellefte Junii, 1723 (O Onze de Junho)
- Jacob von Tyboe eller den stortalende Soldat, 1723 (Ing. Jacob von Tyboe, or The Bragging Soldier)
- Ulysses von Ithacia, 1723 (Ing. Ulysses of Ithaca)
- Erasmus Montanus eller Rasmus Berg, 1723 (Ing. Erasmus Montanus or Rasmus Berg)
- Don Ranudo de Colibrados, 1723
- Uden Hoved og Hale, 1723 (Sem Cabeça ou Cauda)
- Den Stundesløse, 1723 (Ing. The Fidget)
- Hexerie eller Blind Allarm, 1723 (Ing. Witchcraft or False Alert)
- Melampe, 1723
- Det lykkelige Skibbrud, 1724 (Ing. The Happy Capsize)
- Det Arabiske Pulver, 1724 (Ing. The Arabian Powder)
- Mascarade, 1724 (Ing. Masquerade)
- Julestuen, 1724 (A Festa de Natal)
- De Usynlige, 1724 (Ing. The Invisible / The Masked Ladies)
- Diderich Menschenskraek, 1724 (Ing. Diderich the Terrible)
- Kildereisen, 1725 (A viagem à fonte / A viagem da fonte)
- Henrich og Pernille, 1724–1726 (Ing. Henrik and Pernille)
- Den pantsatte Bondedreng, 1726 (Ing. The Pawned Farmers helper / The Peasant in Pawn)
- Pernilles korte Frøkenstand, 1727 (Ing. Pernille's Brief Experience as a Lady)
- Den Danske Comoedies Liigbegængelse, 1727 (Ing. Funeral of Danish Comedy)
- Den honette Ambition, 1731 (Ing. The honest/honourable ambition)
- Den Forvandlede Brudgom, 1753 (Ing. The Changed Bridegroom)
- Plutus eller Proces imellom Fattigdom og Riigdom, publ. 1753
- Husspøgelse eller Abracadabra, publ. 1753 (Ing. The house's Ghost or Abracadabra)
- Philosophus udi egen Indbildning, publ. 1754
- Republiqven eller det gemeene Bedste, publ. 1754
- Sganarels Rejse til det philosophiske Land, publ. 1754 (Jornada de Sganarel à Terra dos Filósofos)

### Poemas
- Peder Paars, 1720
- fire Skæmtedigte, 1722 (Quatro poemas para diversão)
- Metamorphosis eller Forvandlinger, 1726 (Ing. Metamorphosis or Changes)

### Romances
- Nicolai Klimii iter subterraneum, 1741. (traduzido para o dinamarquês por Hans Hagerup em 1742 como Niels Klims underjordiske Rejse.) (Ing. Niels Klim's Underground Travels or Nicolai Klimii's underground Journey or The Journey of Niels Klim to the World Underground Bison Books, 2004. ISBN 0-8032-7348-7)

### Ensaios
- Moralske Tanker, 1744 (Moral pensamentos)
- Epistler, 1748–54
- Moralske Fabler, 1751 (Ing. Moral Fables)
- Tre latinske levnedsbreve, 1728–1743

### Obras históricas
- Introduction til de fornemste Europæiske Rigers Historier, 1711 (Introdução às Histórias dos Maiores Impérios Europeu)
- Morals Kierne eller Introduction til Naturens og Folke-Rettens Kundskab, 1716 (Ing. The Core of Morality or Introduction to Natural and International Law)
- Dannemarks og Norges Beskrivelse, 1729 (Dinamarca e Noruega Descrição)
- Dannemarks Riges Historie, 1732–35 (O Império Dinamarquês/História do Reino)
- Den berømmelige Norske Handel-Stad Bergens Beskrivelse, 1737 (Ing. The Famous Norwegian Commercial Hub Bergen's Description)
- Almindelig Kirke-Historie, 1738 (Ing. General Church History)
- Den jødiske Historie fra Verdens Begyndelse, fortsat til disse Tider, 1742 (Ing. The Jewish History From the Beginning of the World, Continued till Present Day/These Times)
- Adskillige store Heltes og berømmelige Mænds sammenlignede Historier, 1739–53 (Vários Grandes Heróis e Histórias Comparadas de Homens Famosos)
- Adskillige Heltinders og navnkundige Damers sammenlignede Historier, 1745 (Várias Heroínas e Notáveis Ladies' Compared Histories)

### Memórias
- Memoirs of Lewis Holberg, 1737 (publicado em inglês, 1827)

### Nova edição
- Plays Volume I. Just Justesen's Reflections on Theatre, Jeppe of The Hill, Ulysses von Ithacia. Editado e traduzido por Bent Holm e Gaye Kynoch. Hollitzer, Viena 2020, ISBN 978-3-99012-594-6.